# Alucita habrophila
Alucita habrophila är en fjärilsart som beskrevs av Edward Meyrick 1920. Alucita habrophila ingår i släktet Alucita och familjen mångfliksmott, (Alucitidae). Inga underarter finns listade i Catalogue of Life.